# Euonymus maackii
Euonymus maackii är en benvedsväxtart som beskrevs av Franz Josef Ivanovich Ruprecht. Euonymus maackii ingår i släktet Euonymus och familjen Celastraceae. Inga underarter finns listade.

## Bildgalleri

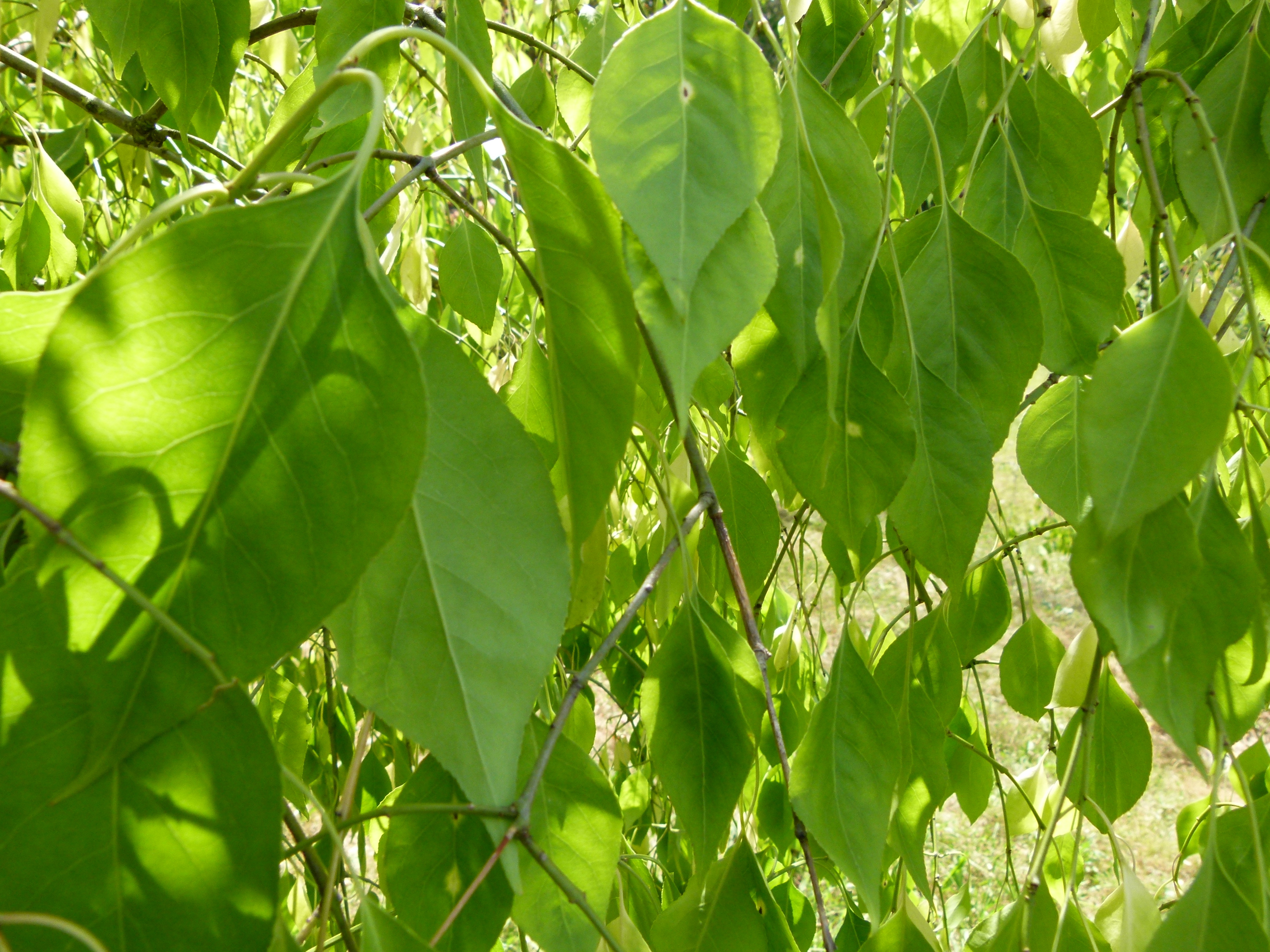
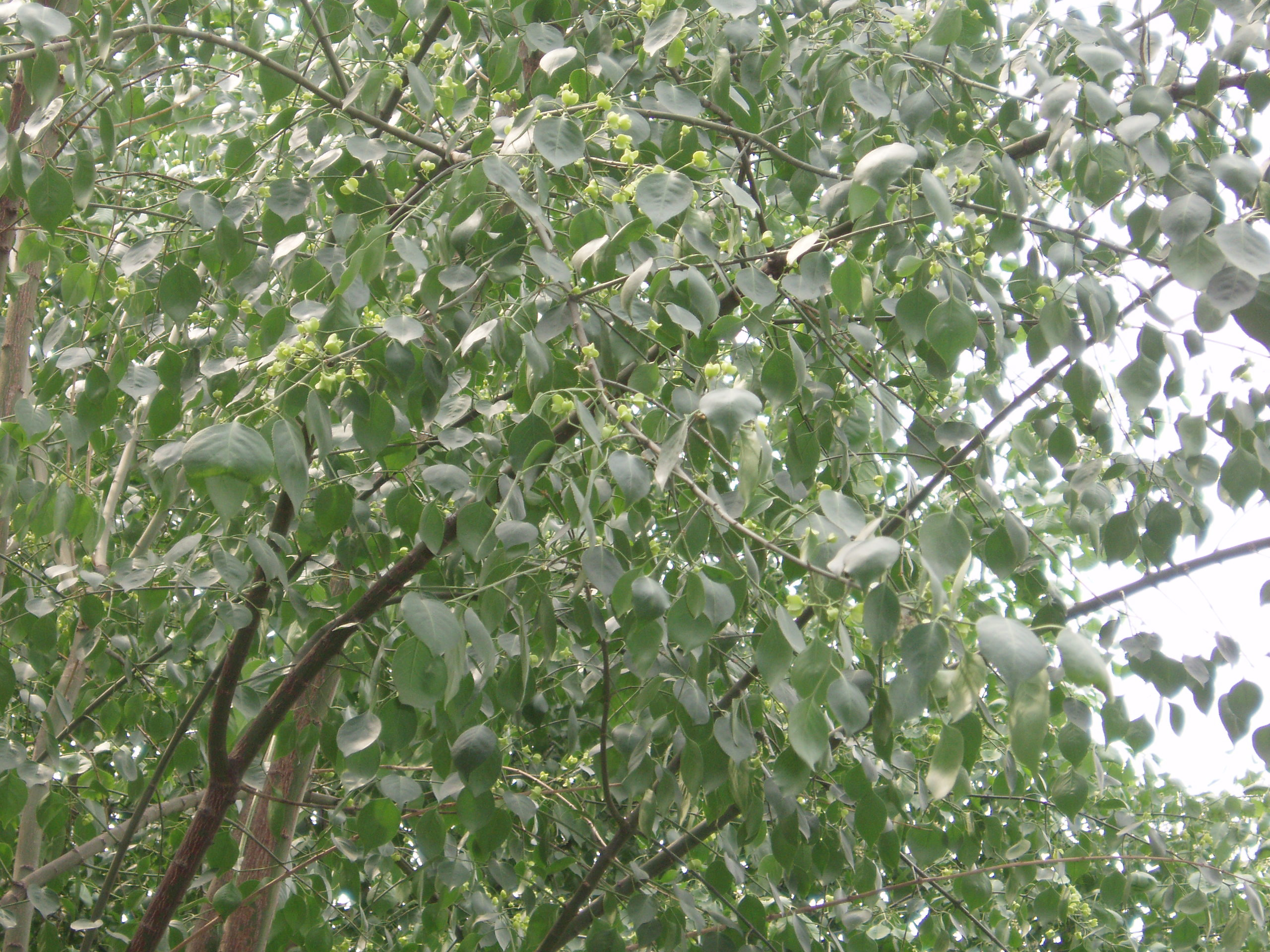
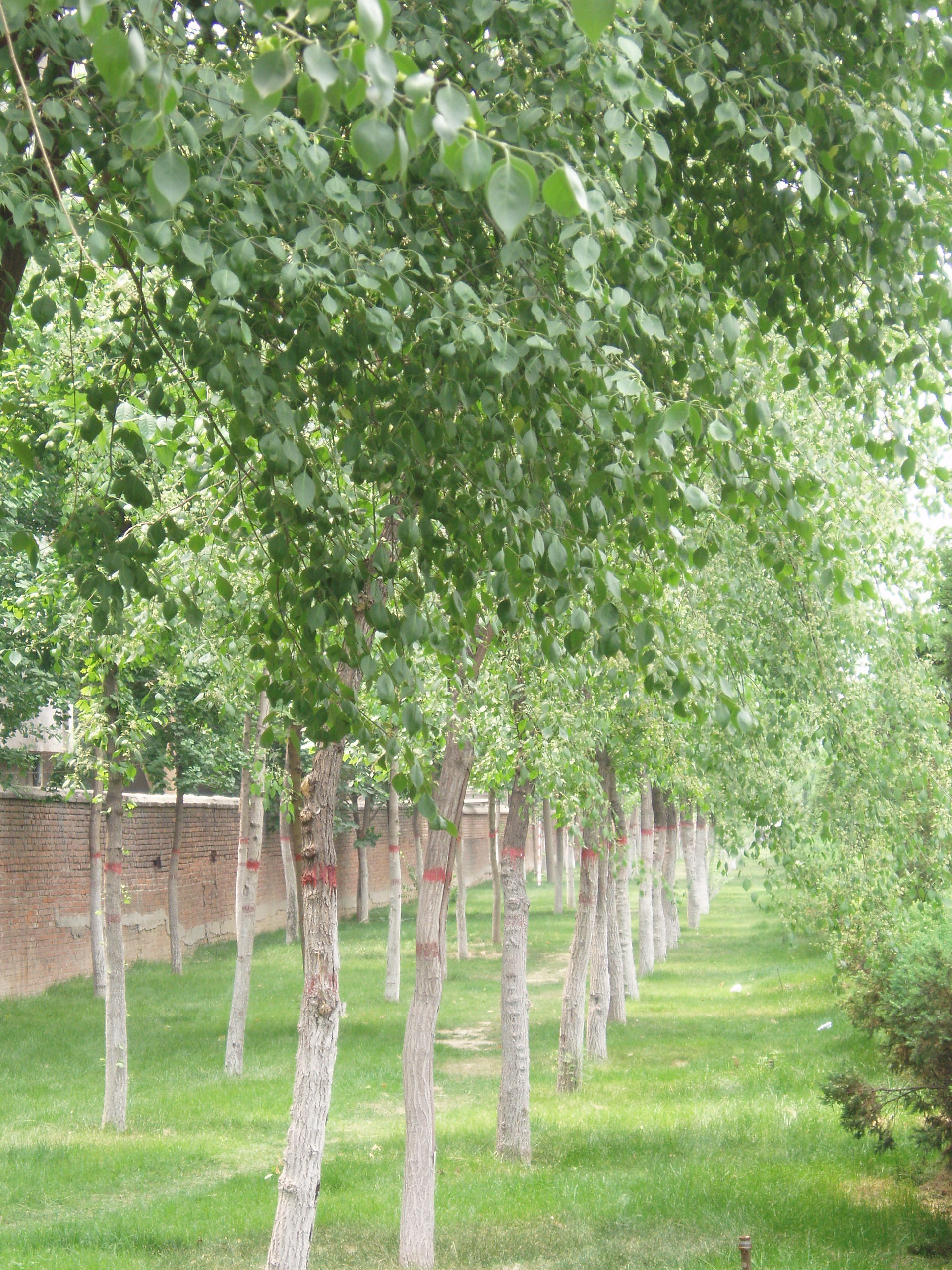
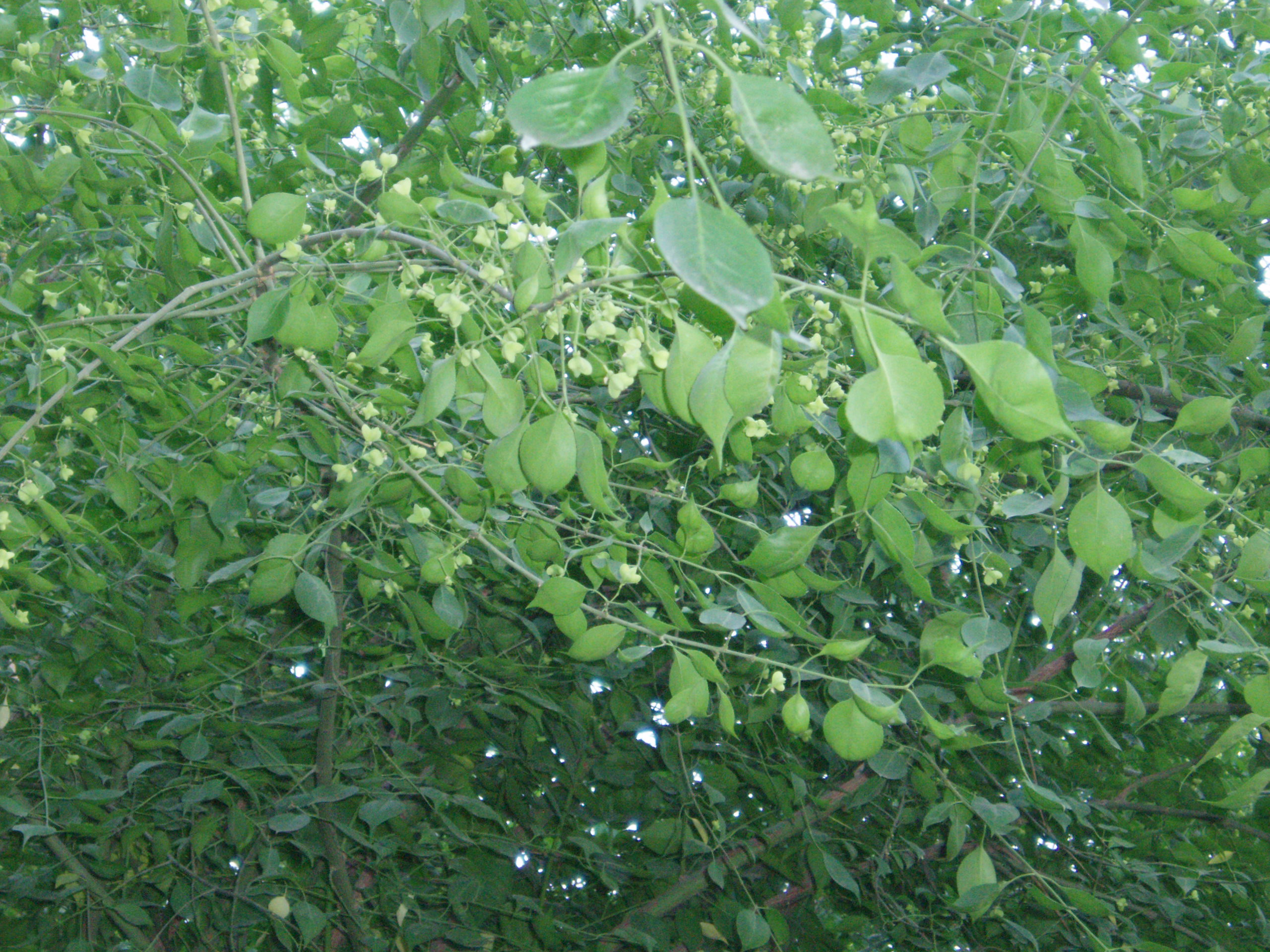